# Szivác
Szivác (szerbül: Sivac, Сивац ) település Szerbiában, a Vajdaságban, a Nyugat-bácskai körzetben. Közigazgatásilag Kúla községhez tartozik.

## Története

### Ószivác
Nevét az 1590. évi török defterek említették először, a régi Telek nevén, 31 adózó házzal, miből világos, hogy a szerbek a régi Telek vagy Telekháza helyére telepedtek le. Ez ugyanis a mohácsi vész előtt mezőváros volt, 1462-ben talán királyi birtok, 1494-ben a Vingarti Geréb családé, 1500-ban pedig Enyingi Török Imre birtoka, aki azt Corvin Jánostól kapta. Ezután több birtokosa is volt, mígnem 1590-ben helyét Szivácz váltja fel. Valószínű tehát, hogy e tájban alakúlt Szivácz falu szerbekből. 1650-ben egy Sovácz nevű falu, bizonyára - Szivácz, - az érseknek dézsma fejében hét forintot fizetett. 1652-ben Szivácz helység gróf Wesselényié volt. Az 1699. évi első összeírásban Szivácz falu 34 gazdával van felvéve, ami akkor igen tekintélyes szám volt. Hihetőleg Rákóczi seregeinek pusztításai következtében a falu népessége megapadt és 1715-ben csak 28 adófizetőt írtak össze itt. 1717-ben Sziváczot az új Bodrog vármegyébe osztották be.
1730-ban a vármegye itt tartotta közgyűlését. 1740-ben négy szerb pap volt Szivácon. Az 1768. évi kamarai térképen a falu a mai helyén van feltüntetve a Telecskán, 50 szerb és néhány magyar családdal. Az 1904. évi miniszteri rendelet szerint hivatalos neve: Ószivác. 
Ószivácon az 1900. évi népszámláláskor 7200 lakosa volt 1385 házban. Anyanyelv szerint: 1036 magyar, 2675 német, 3477 szerb, 12 egyéb. Vallás szerint: 1644 római katolikus, 3429 görög keleti, 115 ág evangélikus, 1800 református, 130 izraelita, 77 egyéb volt.

### Újszivác
Ez a helység 1786 tavaszán alakult református német telepesekből. akik Ósziváczon külön telepedtek le. 130 telkes gazda és öt házas zsellér voltak az első lakosok.

## Demográfiai változások
| 1948   | 1953   | 1961   | 1971   | 1981 | 1991 | 2002 |
| ------ | ------ | ------ | ------ | ---- | ---- | ---- |
| 11 029 | 11 105 | 11 448 | 10 649 | 9979 | 9514 | 8992 |